# Символическая динамика
Символическая динамика — объединяющее название класса динамических систем, для которых точками фазового пространства являются последовательности в некотором конечном алфавите «символов», а отображение заключается в сдвиге последовательности на один символ влево.
Простейшими примерами являются сдвиг Бернулли и сдвиг Маркова.
Символическая динамика также возникает при рассмотрении отображения судьбы (см. ниже).

## Базовые примеры

### Сдвиг Бернулли

Схема левого сдвига Бернулли над пространством двусторонне-бесконечных последовательностей из нулей и единиц

Пусть {\displaystyle \Sigma _{s}^{+}} — пространство последовательностей в алфавите {\displaystyle \{1,\dots ,s\}}, то есть,
{\displaystyle \Sigma _{s}^{+}=\{(\omega _{j})_{j=1}^{\infty }\mid \forall j\quad w_{j}\in \{1,\dots ,s\}\}.}
Сдвигом Бернулли называется динамическая система {\displaystyle (\Sigma _{s}^{+},\sigma )}, где {\displaystyle \sigma } — отображение левого сдвига,
{\displaystyle (\sigma (\omega ))_{j}=\omega _{j+1}.\qquad (*)}
Также рассматривают отображение левого сдвига на пространстве двусторонне-бесконечных последовательностей
{\displaystyle \Sigma _{s}=\{(\omega _{j})_{j=-\infty }^{\infty }\mid \forall j\quad w_{j}\in \{1,\dots ,s\}\};}
получающуюся динамическую систему {\displaystyle (\Sigma _{s},\sigma )} также называют сдвигом Бернулли. При необходимости, для уточнения, какая из систем имеется в виду, называют первую систему односторонним сдвигом Бернулли, а вторую двусторонним.

## Отображение судьбы
В случае, если фазовое пространство динамической системы разбито в объединение непересекающихся множеств, 
{\displaystyle X=\bigsqcup _{i=1}^{N}B_{i},}
любой точке {\displaystyle x\in X} может быть поставлена в соответствие её судьба — последовательность номеров множеств, которые посещает её орбита:
{\displaystyle x\mapsto (i_{k}),\quad f^{k}(x)\in B_{i_{k}}.\qquad (*)}
При этом для необратимых динамических систем естественно рассматривать односторонние последовательности {\displaystyle (i_{k})} односторонняя, то есть {\displaystyle k=0,1,2,\dots }
Для обратимых систем обычно рассматривают двусторонне-бесконечные последовательности, {\displaystyle k\in \mathbb {Z} }.
Отображение {\displaystyle h:X\to \Sigma _{N}} или {\displaystyle h:X\to \Sigma _{N}^{+}}, заданное формулой (*), называется отображением судьбы (соответствующим данному разбиению фазового пространства). Такое отображение автоматически удовлетворяет соотношению
{\displaystyle h\circ f=\sigma \circ h,}
Где {\displaystyle \sigma } — сдвиг Бернулли.
Отображение судьбы априори не является ни сюръективным, ни инъективным, ни непрерывным.
Тем не менее, оно часто применяется при построении сопряжений либо полусопряжений различных отображений.
В случае, когда отображение судьбы инъективно, говорят о символическом кодировании динамики — поскольку применение отображения такая «замена координат» превращает в динамику на символическом пространстве {\displaystyle \Sigma _{N}} или на его части.